# جوناثان ايمانويل رودريغيز
جوناثان ايمانويل رودريغيز (بالإسبانية: Jonathan Emanuel Rodríguez)‏ (7 يونيو 1990 بلوماس دي ثامورا في الأرجنتين - ) هو لاعب كرة قدم أرجنتيني في مركز الوسط.

## وصلات خارجية
- جوناثان ايمانويل رودريغيز على موقع Soccerway.com (الإنجليزية)